# ILAUD
ILAUD (o I.L.A. & U.D. International Laboratory of Architecture and Urban Design) è l'acronimo di Laboratorio Internazionale di Architettura e Progettazione Urbana. Fondato e sempre diretto da Giancarlo De Carlo nel 1976 ha rappresentato un laboratorio/scuola basato sui concetti che avevano portato alla fondazione del Team X. Il laboratorio, in 27 anni di attività (dal 1976 al 2003), ha accolto alcuni tra i nomi più prestigiosi dell'architettura internazionale, oltre a autori provenienti da altri rami della cultura (come fu il caso di Karlheinz Stockhausen), portando studenti di tutto il mondo a riflettere e progettare in Italia.
L'ILAUD ha avuto laboratori/scuola, in maniera sistematica, ogni anno durante il periodo estivo in alcune tra le città italiane più suggestive:
- dal 1976 al 1981 a Urbino;
- dal 1981 al 1990 a Siena;
- dal 1992 al 1993 di nuovo ad Urbino;
- dal 1994 al 1996 a San Marino;
- dal 1997 al 2003 a Venezia;

L'ILAUD ha realizzato due incarichi professionali:
- dal 1980 al 1982 il progetto-pilota per il recupero del quartiere di Prè a Genova;
- dal 1983 al 1985 il progetto per il riuso della fabbrica Breda a Pistoia.

L'ILAUD ha, inoltre, promosso attività seminariale e ha prodotto numerose pubblicazioni come risultato delle attività di ricerca. Tra le pubblicazioni si ricordano gli Year Books, che registravano le attività, le conferenze ed i progetti realizzati durante i 'residential courses'.
Dopo la morte del fondatore e guida dell'ILAUD - Giancarlo De Carlo - le attività si sono ridotte, seppure l'organizzazione è ancora attiva.

## Year book
(lista incompleta)
- 1977 Urbino - 2nd Residential Course, Urbino, ILAUD, 1978.
- 1978 Urbino - Participation and re-use, Urbino, ILAUD, 1979.
- 1981 Urbino - Language of architecture : lectures seminars and projects, Firenze, Sansoni, 1982.
- 1982 Siena - Multiplicity of Language vs. Eclectism, Firenze, Sansoni, 1983.
- 1983 Siena - Memories expectations & actions : the insertion of contemporary architectural language in an urban environment structured in the past, Firenze, Sansoni, 1984.
- 1985 Siena - 10, Genova, SAGEP, 1986.
- 1986 Siena - Where why and how, Genova, SAGEP, 1987.
- 1987 Siena - Interpretations, Genova, SAGEP, 1988.
- 1988 Siena - The contemporary town, Genova, SAGEP, 1990.
- 1989 Siena - The contemporary town 2, Firenze, Le Lettere, 1990.
- 1990 Siena - The contemporary town 3, Urbino, Quattroventi, 1991.
- 1991 Urbino - Reading and design of the physical environment, Urbino, Quattroventi, 1992.
- 1997 Venezia - Territory and identity, Rimini: Maggioli, 1998.